# Libnotes (Laosa) pavo
Libnotes (Laosa) pavo is een tweevleugelige uit de familie steltmuggen (Limoniidae). De soort komt voor in het Australaziatisch gebied.